# Doug
Doug é uma série animada americana do canal Nickelodeon. Foi o primeiro Nicktoon produzido e exibido, estrelando um garoto de 12 anos chamado Douglas Yancey "Doug" Funnie. Originado de um livro nunca publicado, Doug Got a New Pair of Shoes, do artista e criador da série Jim Jinkins (mesmo criador de Pinky Dinky Doo) e do escritor Joe Aaron.
A série estreou na Nickelodeon em 1991, ficando no ar até 1994. No Brasil, esta fase inicial estreou no dia 1º de outubro de 1994, no bloco da Nickelodeon criada pelo canal pago Multishow, sendo exibido na versão original em inglês com legendas em português e traduzido pelo canal como Doug: O Atolado.
Depois, o desenho fez sua estreia na TV aberta pela TV Cultura, no dia 14 de janeiro de 1995, às 19h30 da noite (um dia, no final da temporada, próximo ao episódio em que Doug e Roger estavam decididos a pôr um ponto final em sua briga, eles exibiram uma versão estendida com cenas extras ou finais alternativos que foi até às 22:00h), com a dublagem realizada na Álamo (a mesma dubladora original do Os Cavaleiros do Zodíaco no Brasil) e tendo Sérgio Rufino na voz do protagonista Doug, popularizando a série no país. Na emissora, o desenho foi exibido em variados horários até 1996, quando os direitos foram adquiridos pelo SBT, primeiramente em horários próprios nas faixas de desenhos pela manhã e pela tarde, e depois, sendo exibido dentro dos programas Festival de Desenhos (não confundir com a versão mais conhecida da Globo), Festolândia, Bom Dia e Cia (durante a fase apresentada por Jackeline Petkovic) e Sábado Animado, até sair da emissora em 2001. O desenho também foi exibido em 2006 no programa Pic Nick Band. Em 6 de abril de 2009, a TV Cultura volta a exibir a primeira fase, agora de segunda a sexta, em dois horários: 13h30 e 17h30 da tarde.
Em 1996, a Disney produziu novos episódios, dando continuidade aos produzidos pela Jumbo Pictures. Foram exibidos nos Estados Unidos no canal ABC de 1996 até 1999. Essa segunda fase estreou no Brasil em 1998 no programa Disney Club do SBT, sendo depois exibido no sucessor Disney CRUJ (exibido nas manhãs de sábado, logo após o Sábado Animado) entre 2001 e 2003. Também foi exibida entre 2001 e 2004 no Disney Channel.
Atualmente, a fase Nickelodeon é exibida de segunda a sexta as 13:30 na TV Cultura.
Em 6 de setembro de 2015, a série passou a ser exibida todos os domingos, às 16h00 da tarde, porém saiu do ar um mês depois, em 11 de outubro do mesmo ano, com a exibição de apenas 6 episódios da primeira temporada, exclusivamente pelo fato de a série ter sido reprisada sem nenhum aviso prévio, cujas chamadas de retorno da atração que, se feitas,  provavelmente ocorreriam no final de agosto de 2015, e por isso, Doug nunca mais foi exibido pela TV Cultura desde então.
Em Portugal, a fase inicial foi exibida na TVI em 1995 e a segunda fase exibida na RTP1 em 1999 e no Disney Channel em 2001 e 2002.
Em 2021, o Disney+ disponibilizou no seu catálogo o filme "Doug, O Filme".  Posteriormente, no mesmo ano, disponibilizou em seu catálogo as 3 temporadas produzidas pela Disney.

## Enredo
Conta com as aventuras registradas no diário do adolescente Doug Funnie, que se muda com sua família para a pequena cidade de Bluffington, em Virgínia, com seu cachorro Costelinha. Lá ele se torna o melhor amigo de Skeeter Valentine, e se apaixona pela colega de escola, Patti Maionese. Cada episódio destaca uma situação normal para a idade, imergindo em assuntos como insegurança, paixões, personalidade, amizade e etc.

## História
O desenho animado é inspirado na própria vida do criador e produtor, Jim Jinkins. Foi criada pelo artista da Nickelodeon em setembro de 1990, e produzido pelas empresas Jinkins Production Company e Jumbo Pictures, Inc. O desenho se originou de um livro chamado Doug Got a New Pair of Shoes (em português, Doug ganha um novo par de sapatos) escrito pelo próprio Jinkins e pelo escritor Joe Aaron. Em 1991, a série passou a ser produzida e transmitida na Nickelodeon. 
Jinkins deu o nome de Doug ao personagem principal, depois que seu afilhado, Doug Eckhardt, se tornou reitor de Arte Histórica na Universidade da Pensilvânia. A ideia para o "Homem Codorna", um super-herói que Doug imagina em alguns episódios, foi baseada em um super-herói inventado por Jim Jinkins, quando ele era mais novo.

## Popularidade
A popularidade de Doug desenvolve mercadorias, como roupas, brinquedos e uma série de livros. Doug tinha também um longa-metragem lançado em 1999 em filme. Um videogame chamado Doug's Big Game também foi lançado em 2000. Um musical ao vivo de 30 minutos chamado "Disney's Doug Live!" foi criada e realizada no Disney-MGM Studios em Orlando, na Flórida. O espectáculo decorreu de 15 de março de 1999 a 6 de maio de 2001.

## Personagens
- Doug Funnie: Garoto de 12 anos e meio, é o personagem principal da série. Ele mora com sua mãe Theda, seu pai Phil, sua irmã Judy e seu cachorro Costelinha na Rua Jumbo, 21, na cidade fictícia de Bluffington. Narra seu cotidiano ao escrever em seu diário todas as suas dúvidas, alegrias e tristezas. Doug gosta de imaginar coisas, como o que poderia acontecer no futuro, também gosta de imaginar que é um super-herói chamado Homem-Codorna (nome no Brasil) (Uma sátira ao Homem-Pássaro) ou Quixote (nome em Portugal), os agentes secretos Smash Adams (James Bond) e Camaleão, ou o aventureiro Race Canyon (Indiana Jones). Não gosta de seu nome do meio (Yancey).
- Costelinha (português brasileiro) ou Pipoca (português europeu): É o cachorro de estimação de Doug. Algumas vezes age como um ser humano, só que não fala e é azul. Sua casinha de cachorro tem a aparência de um iglu. Ele tem habilidades como jogar xadrez e dançar. Costelinha mostra o valor de uma amizade fiel e desinteressada. Em todos os perigos que Doug enfrenta, ele está presente, seja na vida real ou na imaginação de Doug. Na imaginação de Doug, Costelinha é Cãodorna (Qui-cão na versão portuguesa) ou Costelinha Adams, o cão secreto.
- Skeeter "Skeeto" (na versão portuguesa da 1ª fase) Valentine: O melhor amigo de Doug. Skeeter foi quem ensinou Doug a pedir um sanduíche no Honker Burger, quando ele tinha acabado de se mudar para Bluffington. Foi ele também quem ajudou Doug a aprender a dançar. Também mostrou ao amigo a banda do momento, Os Beets. Ele tem um irmão mais novo, chamado Dale. Assim como Doug, Skeeter tem um super-herói preferido chamado Mosquito Prateado (Metal-Skeeto na versão portuguesa), paródia do Surfista Prateado de Stan Lee e Jack Kirby. Skeeter usa expressões como "Ho-Ho" ou "Legal, cara!". O pai dele tem um temperamento ruim e tem um vocabulário lento. Sua mãe é bondosa e calma. Embora não pareça, Skeeter tem um QI elevado.[5]
- Patti Maionese: É a melhor amiga de Doug, que é secretamente apaixonado por ela desde seu primeiro encontro com ela. Inteligente, comportada e alegre, é uma boa esportista, que está sempre ganhando competições. Em certos episódios, parece corresponder à paixão de Doug. É órfã de mãe e o pai vive numa cadeira de rodas, mas é bem hiperativo. Acredita-se que ficou assim num acidente que possivelmente lhe tirou a esposa, embora isso nunca tenha sido especulado na série. (Possivelmente foi um acidente de carro, apesar de nunca saber se é verdade ou não)
- Roger Klotz: Maior rival de Doug. É um valentão que juntamente aos seus amigos, atormenta Doug com brincadeiras de mau gosto, mas suas artimanhas sempre acabam se voltando contra ele, que mora com sua mãe e sua gata Fedida (que Roger acreditava ser um gato, chamado Fedido). O pai mora em outra cidade e trabalha como palhaço, mas mantêm uma forte amizade com o filho. Apesar de Roger implicar com Doug, às vezes se mostra um bom amigo. Como mostra em um episódio ("Roger, meu Cunhado"), ele tem uma grande paixão por Judy. Nas histórias do Homem-Codorna, ele é o Doutor Klotzenstein, uma referência ao Dr. Victor Frankenstein e possuí outras identidades criminosas como Klotzilla (paródia de Godzilla), Ciklotz (Ciclope) e Barão Von Klotz.
- Sr. Dink (Buddy Dink): Milionário vizinho dos Funnies, vive as voltas com produtos recém comprados que claro, custaram muito caro, e servem basicamente para impressionar os outros; apesar disso, tem bom coração e é o melhor amigo adulto de Doug, vendo-o como a um filho. Mora com sua esposa, a Sra. Dink. Conforme se mostrou no episódio "Caça ao Tesouro", é possível que tenha sido um ancestral pré-histórico dele a ser o primeiro habitante de Bluffington.
- Judith Anastasia "Judy" Funnie: Irmã de Doug. Ela tem cerca de 15 anos, tem talento para a dramaturgia, às vezes age como uma atriz dramática e poética. Chega a agir de modo rude com Doug, mas mesmo assim não deixa de ajudá-lo. Odeia quando Doug entra em seu quarto.
- Theda Opal Funnie: Mãe de Doug, é a encarregada do depósito de reciclagem da cidade, tarefa esta que ela leva a sério demais.
- Phillip "Phil" Funnie: Pai de Doug, especialista em fotografia e um grande pensador. Tem a irritante mania de falar tudo em rimas em algumas ocasiões.
- Beebe Bluff: É a filha de Bill Bluff, o homem mais rico de Bluffington. É uma garota de personalidade forte, esnobe e arrogante. Sua relação com Doug é algo bastante controverso na série, já que devido a seu temperamento, muitas vezes ela é tratada por Doug como uma rival, porém em outros momentos eles parecem serem bastante próximos. Ela é apaixonada por Skeeter, apesar disso, foi ela que deu em Doug seu primeiro beijo.
- Connie Benge: É amiga de Patti e Beebe. Tem uma quedinha por Doug.
- Chalky Studebaker: É amigo de Doug. Ele gosta de praticar esportes e é um excelente aluno, embora já tenha colado de Doug em uma prova.[5]
- Dale Valentine: Irmãozinho de Skeeter. Ele tem 2 anos.
- Fedida (português brasileiro) ou Fedorenta (português europeu): Gata de estimação de Roger. Nos primeiros episódios, Roger achava que era um gato, mas quando o animal ganhou filhotes, descobriu que era uma fêmea, no episódio "O Gato Gordo de Doug". Roger é extremamente amoroso com a sua gata, tanto que confiou ela pro Doug tomar contar enquanto viajava.
- Bill Bluff III: Homem mais rico de Bluffington, é o pai de Beebe. Ele é um descendente do fundador de Bluffington.
- William "Willie" White: É filho do prefeito de Bluffington. Amigo e integrante da turma de Roger, não é muito esperto, mas sabe quando Roger abusa demais.
- Guy Graham: Guy é um adolescente mais velho apaixonado por Patti Maionese, galã e perfeito. É aquele tipo de cara que faz bem tudo aquilo que se propõe a fazer e chama a atenção de todos mostrando sempre um ar de superioridade. Durante a fase Disney, Guy aparece ocasionalmente, porém suas participações são bastante marcantes já que em relação a Patti, ele é o único que realmente oferece algum perigo a Doug criando uma rivalidade enorme entre os dois. Por conta disso ele tinha também bastante destaque nas histórias do Homem Codorna aparecendo lá como o Salmão Dourado. Guy é o antagonista principal de Doug, O Filme.
- Boomer Bledsoe: Amigo e integrante da turma de Roger, parece ser o amigo mais leal de Roger. É descrito por Doug como "o menos inteligente e menos burro" da turma.
- Ned Cauphee: Amigo de Roger e o integrante mais inteligente de sua turma, geralmente é quem aponta as falhas dos planos de Roger. Possui um olho maior que o outro.
- Al e Moo Sleech: Irmãos gêmeos, são inteligentes e se comunicam através de códigos de números. O pai deles é um padeiro especializado em rosquinhas.
- Fentruck: Aluno de intercâmbio vindo da Iakistônia. Ficou amigo de Doug ao lhe pedir que escrevesse uma carta para sua irmã mais velha.
- Loretta Laqueen: Assim como Fentruck, sua família é de origem iakistonesa. Skeeter acabou se apaixonado por ela, apesar de Doug desconfiar a princípio que ela estivesse mentindo.
- Larry: Membro do clube de Audio Visual (AV) da escola. Depois de um pequeno desentendimento, ele e Doug ficaram bons amigos. Seu primeiro nome no desenho foi Ralph.
- Elmo: Membro do clube de Audio Visual (AV) da escola. Usa óculos e tem o cabelo repartido ao meio.
- Lincoln: Membro do clube de Audio Visual (AV) da escola. Usa um óculos de armação grossa e boné, sempre veste um macacão preto.
- Brian: Membro do clube de Audio Visual (AV) da escola, que se destaca dos demais por ser o único personagem que usa aparelho ortodôntico extrabucal.
- Sr. Bone (Lamar Bone): É o vice-diretor da escola onde estudam Doug e seus amigos. Tem um olhar muito desconfiado com Doug, principalmente quando acontece algo de errado na escola. Ele não gosta quando os alunos da escola desobedecem regras pelas quais ele é neurótico.
- Robert "Bob" White: É ex-prefeito de Bluffington. Mas tarde, ele se torna diretor da escola.
- Sra. Wingo: É professora de Doug e seus amigos. É uma senhora gentil e compreensiva.
- Sr. Shelap: É o orientador da escola, mas parece se importar mais em ouvir a própria voz do que os outros. Dizem Al e Moo que eles são como são por causa dele.
- Sra. Dink (Tippingdale "Tippy" Dink) Esposa do Sr. Dink. Ela é séria, sorri poucas vezes, mas nunca ri das piadas do marido. Em um episódio, ela se torna a prefeita de Bluffington. Meio difícil de saber o que ela viu no Sr. Dink, mas gosta muito dele.
- Cléopatra "Dirtbike (Motoneta)" Funnie: É a irmã bebê de Doug e Judy e a filha caçula da família. Judy a chama por Cléopatra e Doug, por Motoneta.
- Sr. Oggie: Professor de ciências da escola onde estudam Doug e seus amigos. Apareceu em poucos episódios, como "Doug é o Homem-Codorna" e "Caça ao Tesouro".
- Diretor Buttsavitch: Diretor da escola de Bluffington, nunca apareceu em pessoa, sendo que suas únicas citações se deu numa conversa no telefone com Bone e no episódio final, retratado como um cara legal.

## Dublagem
| Personagens                 | Voz original                                                                                                | Dublador                                                           |
| --------------------------- | --- | ------------------------------------------------------------------ |
| Doug Funnie                 | Billy West (fase Nickelodeon) Tom McHugh (fase Disney)                                                      | Sérgio Rufino (fase Nickelodeon) Fábio Lucindo (fase Disney)       |
| Costelinha                  | Fred Newman                                                                                                 | Efeitos sonoros de Fred Newman mantidos no original                |
| Skeeter                     | Fred Newman                                                                                                 | Carlos Falat                                                       |
| Patti                       | Constance Shulman                                                                                           | Eleonora Prado                                                     |
| Roger Klotz                 | Billy West (fase Nickelodeon) Chris Phillips (fase Disney)                                                  | Marcelo Campos (fase Nickelodeon) Marcelo Pissardini (fase Disney) |
| Beebe Bluff                 | Alice Playten                                                                                               | Márcia Regina (fase Nickelodeon) Adriana Pissardini (fase Disney)  |
| Chalky                      | Doug Preis                                                                                                  | Mauro Eduardo Lima (fase Nickelodeon)Rafael Barioni (fase Disney)  |
| Connie Benge                | Becca Lish                                                                                                  | Cláudia Carli (fase Nickelodeon) Fernanda Bullara (fase Disney)    |
| Sr. Dink                    | Fred Newman                                                                                                 | Paulo Porto (fase Nickelodeon) Cássius Romero (fase Disney)        |
| Judy                        | Becca Lish                                                                                                  | Letícia Quinto (fase Nickelodeon) Raquel Marinho (fase Disney)     |
| Theda Funnie                | Becca Lish                                                                                                  | Nair Silva (fase Nickelodeon)                                      |
| Phil Funnie                 | Doug Preis                                                                                                  | Celso Alves                                                        |
| Al e Moo Sleech             | Eddie Korbich                                                                                               |                                                                    |
| Sr. White                   | Doug Preis                                                                                                  |                                                                    |
| Ned Cauphee                 | Fred Newman                                                                                                 |                                                                    |
| Boomer                      | Billy West (fase Nickelodeon) Chris Phillips (fase Disney)                                                  |                                                                    |
| Vice-Diretor Lamar Bone     | Doug Preis                                                                                                  | Carlos Silveira (fase Nickelodeon)                                 |
| Sra. Wingo                  | Doris Belack                                                                                                | Maximira Figueiredo                                                |
| Cleópatra Funnie (Motoneta) | Fred Newman                                                                                                 |                                                                    |
| Fedida                      | Fred Newman                                                                                                 | Efeitos sonoros de Fred Newman mantidos no original                |
| Bob White                   | Greg Lee |                                                                    |
| Bill Bluff III              | Doug Freis                                                                                                  |                                                                    |
| Diretor Buttsavitch         | |                                                                    |
| Skunky                      | Doug Freis                                                                                                  |                                                                    |
| Fentruck                    | Fred Newman                                                                                                 | Wendel Bezerra (fase Nickelodeon - 1ª voz)                         |
| Larry                       | Alan J. Higgins (fase Nickelodeon) Alice Playten (episódio "Doug cai no Rock") Chris Phillips (fase Disney) |                                                                    |
| Brian                       | |                                                                    |
| Percy                       | Billy West                                                                                                  |                                                                    |
| Guy Graham                  | Guy Hadley                                                                                                  |                                                                    |
| Joe Valentine               | Billy West (fase Nickelodeon) Fred Newman (fase Disney)                                                     |                                                                    |
| Ruby Valentine              | Doris Belack Alice Playten                                                                                  |                                                                    |
| Dale Valentine              | Fred Newman                                                                                                 | Fátima Noya                                                        |
| Spitz                       | Billy West (fase Nickelodeon) Jeff Bergman (fase Disney)                                                    |                                                                    |
| Sr. Swirly                  | Bruce Bayley Johnson                                                                                        |                                                                    |
| Emily Kristal               | Fran Brill                                                                                                  | Helena Samara                                                      |
| Loretta                     | Fran Brill                                                                                                  |                                                                    |
| Os Beets                    | Doug Preis (Monroe e Chap Lipman) Becca Lish (Wendy)                                                        |                                                                    |
| Chad Mayonnaise             | |                                                                    |

## A faseNickelodeon
A série se passa na cidade fictícia de Bluffington, para onde Doug e sua família se mudaram, saindo de Bloatsburg. A animação mostra a vida e as imaginações do personagem título, um estudante chamado Douglas Yancey Funnie. Ao lado de Doug, outros personagens principais são seu cachorro Costelinha, seus amigos, Skeeter Valentine e Patti Mayonnaise, e seu inimigo, Roger Klotz, o valentão da escola. A maioria dos episódios começa com Doug escrevendo no seu diário os fatos mais recentes de sua vida e o episódio exibido acaba por ser um flashback de Doug, que narra os eventos.
A irmã mais velha de Doug, Judy, é uma fonte constante de conflito. Ela é uma atriz dramática (possivelmente uma beatnik) que sempre usa roupa roxa e óculos escuros, até mesmo dentro de casa. A existência de Doug é praticamente ignorada por ela, já que os interesses dele são infantis, aos olhos dela.
Alguns episódios mostram a versão super-herói de Doug, o Homem Codorna. Doug fantasia que é o Homem Codorna, imaginando versões ao estilo quadrinhos dos fatos que vão acontecendo. O Homem Codorna usa um cinto ao redor da cabeça e uma cueca por cima da calça. Skeeter também possui um personagem no estilo, o Mosquito Prateado (uma paródia do Surfista Prateado da Marvel Comics). Sua banda favorita é Os Beets, outra paródia, dessa vez em uma mistura de Os Beatles, The Rolling Stones e Ramones.
A imaginação de Doug reage a várias situações de sua vida, o ajudando a superar seus medos. Em um episódio, temendo uma visita ao dentista, ele imagina ser um agente secreto ao estilo James Bond, fazendo menção à cena do laser em Goldfinger.
Outro tema recorrente da série é o amor de Doug por Patti. Alguns episódios são focados inteiramente nisso, mostrando tentativas de Doug para se aproximar de Patti, ou de tentar evitar que ela descubra seus sentimentos em relação a ela. Geralmente, esses episódios têm um desfecho mostrando uma esperança otimista para Doug.
Um detalhe notável sobre o design dos personagens é o uso de nomes e cores de pele incomuns. Doug é de pele clara, enquanto seu vizinho Sr. Dink é roxo, Skeeter é verde, Patti é marrom-claro e Roger é verde-claro.
Outras excentricidades incluem a trilha sonora, incluindo a música de abertura, que é constituída de melodias feitas basicamente com vozes, e o uso de sons e barulhos para vários personagens (como Skeeter, que usa um característico ho-ho! como interjeição).
A série foi produzida numa parceria entre a Jumbo Pictures e a Ellipse Programmé para o canal pago Nickelodeon. Cerca de 52 episódios foram produzidos.
O criador Jim Jinkins atualmente trabalha na Disney, no programa Playhouse Disney.

## A faseDisney
Em fevereiro de 1996, a Disney comprou a Jumbo Pictures e iniciou a produção de novos episódios de Doug, rebatizado inicialmente de Brand Spanking New! Doug, e depois renomeado mais uma vez como Disney's Doug. Os novos episódios traziam uma irmã caçula para Doug, Motoneta Cleópatra, e também avançou a idade do personagem central para 12 e meio. Também remodelou alguns personagens: Patti ganhou um novo penteado, usa calça azul e tem brincos, Beebe tem um telefone sem fio, usa calça roxa, usa sapatos brancos sem meia, a mãe de Roger ficou rica, Roger usa roupa de manga curta, uma cinta e um colete ao invés de jaqueta, Judy usa sandália preta ao invés de botas roxas e uma roupa de manga curta, Skeeter usa roupa com manga comprida e um colete roxo, e tem um "O" estampado em sua camiseta ao invés de um "raio", Connie emagreceu, entre outras mudanças. A banda dos Beats vez por outra se separa para mais tarde se reintegrar. Praticamente todos os personagens ganharam novas roupas, e todos os estudantes foram para outra escola. Em 1999, depois de 65 novos episódios e um longa-metragem, Disney's Doug foi cancelado. Durante a exibição do programa  foi indicado para 4 Emmys.
Muitos fãs desaprovaram essa nova versão de Doug por causa das mudanças que ocorreram na estrutura da história. Doug se tornou menos imaginativo, fazendo com que os episódios tivessem menos cenas "fantasiadas" em sua mente; outra diferença é a importância do diário de Doug, que é bem menos valorizado do que no original. Doug foi um dos Nicktoons a ser vendido para uma companhia externa, além de Os Padrinhos Mágicos para o Disney Channel e Disney XD.
A série foi produzida pela Jumbo Pictures para a Walt Disney Television.

## Especiais
- Doug's Halloween Adventure (1994)
- Doug's Christmas Story (1994)
- Doug's Secret Christmas (1996)

## Episódios
Em sua primeira fase produzida para o canal Nickelodeon, teve um total de 52 episódios divididos em 4 temporadas, com duas histórias de 11 minutos por episódio. Na sua segunda fase, agora produzida para a Walt Disney Television, teve 65 episódios divididos em 3 temporadas, com uma história por episódio. 

## Alter egos
O super heroí Homem-Codorna é uma referência ao personagem da DC Superman. Como também o agente Smash Adams, e o explorador Race Canyon, são referências de James Bond e Indiana Jones.
A banda fictícia "The Beets" era a soma das três bandas favoritas de Jim Jinkins: Ramones, The Who e The Beatles, com também referências a Led Zeppelin. Todas as músicas da banda foram produzidas exclusivamente para a série, incluindo a famosa "Killer Tofu", intitulada no Brasil como "Mingau Matador". 
O nome da irmã mais velha de Doug, Judith "Judy" Funnie, é inspirado em um poema de Virginia Woolf, no qual a escritora diz que, caso Shakespeare tivesse uma irmã, ela se chamaria Judith.

## Filme
Em 1999, Walt Disney Television produziu um longa-metragem intitulada Doug's 1st Movie. No enredo, Doug se vê diante de um dilema quando deve decidir entre salvar o monstro do Lago Pato Afortunado e levar Patti Maionese ao baile de Dia dos Namorados. 
Teve um orçamento de US$5 milhões, e arrecadou US$19 milhões em bilheteria. A produção alcançou apenas 28% de aprovação no Rotten Tomatoes, tendo uma crítica extremamente negativa. O fracasso na longa-metragem contribuiu para o fim da animação.

## Continuação
Em 2016, o criador Jim Jinkins revelou a revista Time que tinha roteiros prontos para a criação de uma nova série de Doug. A continuação nunca aconteceu pois os direitos foram vendidos para a Disney, que acabou perdendo interesse na franquia. 
No longa, que mostraria a vida adulta dos personagens da série animada, Doug estaria trabalhando como artista freelancer na cidade grande: "Skeeter seria seu colega de apartamento, Judy seria uma artista super alternativa da Broadway. Costelinha estaria lá - não pretendíamos falar sobre a expectativa de vida real dos cães, apenas deixaríamos ele lá". disse o produtor. 

Questionado se Doug ficaria com Patti Maionese, Jinkins conta que provavelmente não, "já que a maioria das pessoas não termina com seu primeiro amor". Doug ficaria então com uma amiga com quem ele sempre reclamava sobre Patti e acaba percebendo que era quem ele realmente amava.